# Río Nizao
El río Nizao es un importante curso fluvial de la República Dominicana que nace en la Cordillera Central y desemboca en el mar Caribe, recorriendo diversas provincias del sur del país. Su cuenca hidrográfica abarca territorios de las provincias La Vega, Monseñor Nouel, San José de Ocoa, Peravia y San Cristóbal. Tiene una longitud aproximada de 133 kilómetros y es uno de los ríos más aprovechados para fines hidroeléctricos, agrícolas y de consumo humano en el país.
El nacimiento del río se sitúa en las cercanías del pico La Rusilla, a una altitud superior a los 2,700 metros sobre el nivel del mar, dentro del Parque Nacional Valle Nuevo. Desde allí, desciende por zonas montañosas escarpadas y atraviesa valles agrícolas como el de Constanza y Ocoa, generando a lo largo de su trayecto un sistema de presas, canales de riego y plantas hidroeléctricas. Su curso medio e inferior es vital para el sustento de comunidades rurales y urbanas, incluyendo parte de la zona metropolitana de Santo Domingo, mediante el acueducto Valdesia-Santo Domingo.
La cuenca del río Nizao alberga una rica biodiversidad y juega un papel importante en la regulación climática y el abastecimiento de agua. Sin embargo, también enfrenta amenazas ambientales derivadas de la deforestación, la expansión agrícola no controlada, y la contaminación en su tramo bajo. La importancia estratégica del Nizao ha motivado numerosos estudios e intervenciones estatales orientadas a su conservación y manejo integral.

## Infraestructura hídrica
El río Nizao es el eje principal de uno de los sistemas hidráulicos más relevantes de la República Dominicana. A lo largo de su cauce se encuentran varias represas y presas, entre ellas:
- Presa de Jigüey: principal embalse del sistema, con fines hidroeléctricos.[11]
- Presa de Aguacate: utilizada para regulación y generación de energía.[12]
- Presa de Valdesia: alimenta el acueducto Valdesia-Santo Domingo, importante para el suministro de agua potable a la capital y zonas aledañas.[13]

El sistema hidráulico del Nizao es operado por instituciones estatales como la Corporación del Acueducto y Alcantarillado de Santo Domingo (CAASD) y la Empresa de Generación Hidroeléctrica Dominicana (EGEHID).

## Ecología y medio ambiente
La cuenca alta del Nizao forma parte de áreas protegidas, como el Parque Nacional Valle Nuevo y el Parque Nacional Montaña La Humeadora. Estas zonas albergan una gran variedad de especies endémicas de flora y fauna, muchas de ellas amenazadas. Entre las especies destacadas se encuentran el solenodonte, el jilguero, el ciguapa y varias variedades de orquídeas.
No obstante, la cuenca enfrenta serios desafíos ambientales. La tala ilegal, los asentamientos humanos en zonas vulnerables y la agricultura intensiva sin control ambiental han contribuido al deterioro de la calidad del agua y a la pérdida de cobertura forestal. También hay preocupación por el uso excesivo del agua para riego y la sedimentación de los embalses.